# 傑拉西基夫卡
49°36′23″N 39°32′30″E / 49.60639°N 39.54167°E
海拉斯基夫卡（烏克蘭語：Гераськівка）是位於烏克蘭東部的村莊，由盧甘斯克州舊比利斯克區的馬爾基夫卡市鎮負責管轄。該村始建於1732年，面積1.86平方公里，海拔高度161米，2001年人口356，人口密度每平方公里191人。